# Favars
Favars ist eine französische Gemeinde mit 1121 Einwohnern (Stand 1. Januar 2022) im Département Corrèze in der Region Nouvelle-Aquitaine. Die Gemeinde ist Mitglied des Gemeindeverbandes Tulle Agglo. Die Einwohner nennen sich Favarois(es).

## Geografie
Die Gemeinde liegt im Zentralmassiv, ungefähr zehn Kilometer westlich von Tulle, der Präfektur des Départements.

### Nachbargemeinden
Nachbargemeinden sind im Norden Saint-Mexant, im Südosten Chameyrat, im Süden Saint-Hilaire-Peyroux und im Westen Saint-Germain-les-Vergnes.

## Einwohnerentwicklung

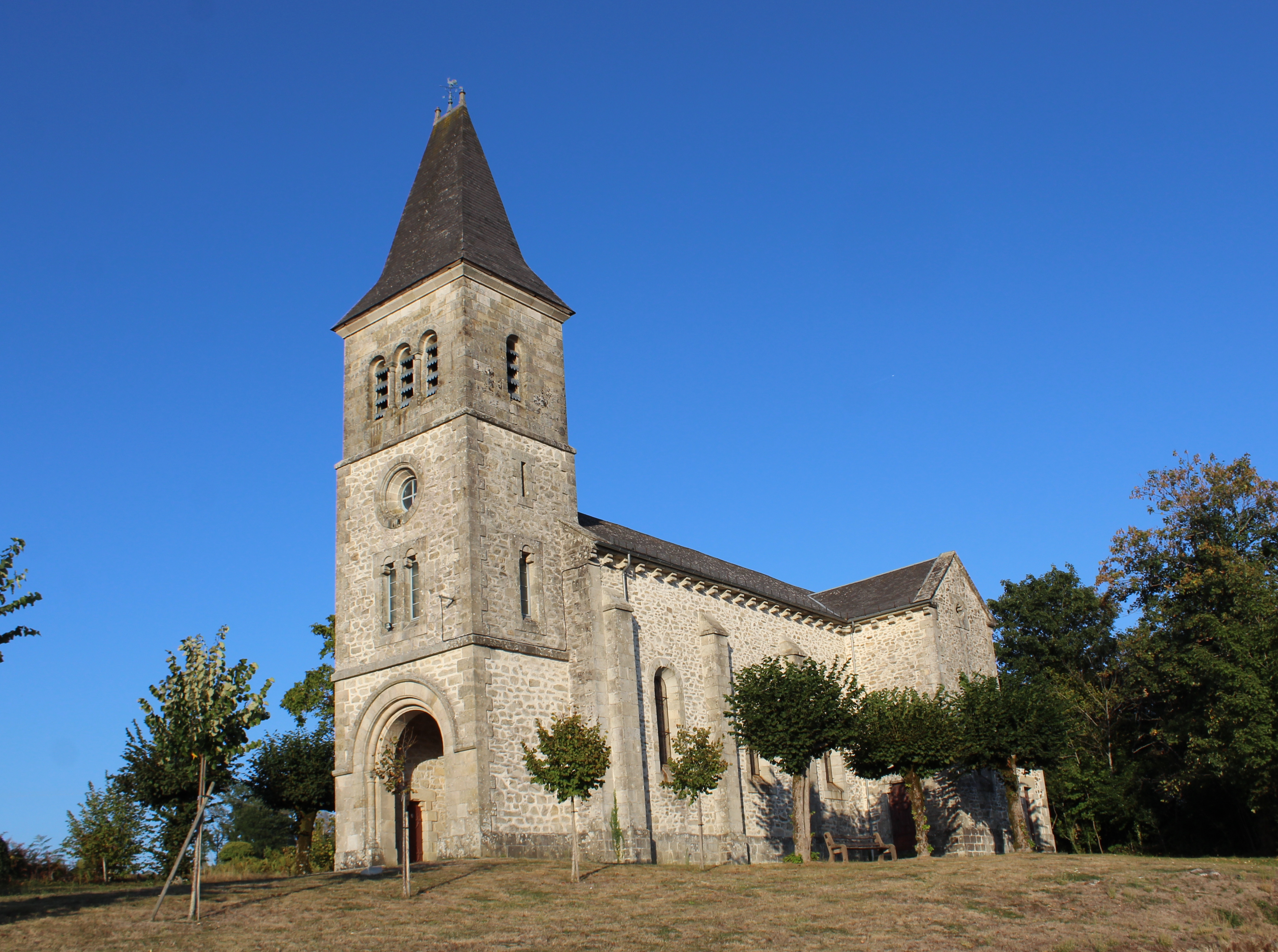
Kirche Saint-Pierre

| Jahr      | 1962 | 1968 | 1975 | 1982 | 1990 | 1999 | 2007 | 2016 |
| Einwohner | 405  | 419  | 558  | 772  | 902  | 834  | 939  | 1058 |